# Puretty
Puretty (koreansk: 퓨리티) er en sydkoreansk pigegruppe med 5 medlemmer dannet af DSP Media i 2012. De fem medlemmer er: Yoo Hyein (leder), Cho Siyoon, Yoon Chaekyung, Jeon Somin og Jeon Jaeeun. De havde deres debut i Japan i 2012.

## Medlemmer
- Yoo Hyein 유해인, 15.6.1994
- Cho Siyoon 초시윤, 21.2.1996
- Yoon Chaekyung 윤채경, 7.7.1996
- Jeon Somin 전소민, 22.8.1996
- Jeon Jaeeun 전재은, 24.2.1998

## Japansk diskografi
Singles
- チェキ☆ラブ (Cheki☆Love) (2012)
- シュワシュワBABY (Shuwa Shuwa Baby) (2013)

## Anime
- Pretty Rhythm: Dear my future (2012)